# Comatrana
Comatrana es el nombre de un centro poblado ubicado a 3 km de la ciudad de Ica. Pertenece al distrito de Ica, en el Perú.

## Orígenes
Mucho se ha conjeturado acerca del origen del nombre. Hernández Calderón acerca del nombre, informa lo siguiente:
"No se ha podido averiguar el origen del vocablo. Consultas hechas a estudiosos en la materia no nos han esclarecido. Nos afirman que no es una voz quechua ni aimara, acasu Jakaru o Cauqui, o tal vez Puquina."
Algunos historiadores iqueños sostienen que dicho vocablo proviene de las voces "Koc" e "Irnacaña" que significan "Lugar de descanso". Dichas voces provienen del idioma conocido como "La Pescadora" utilizado antes de la conquista por algunos grupos de pescadores en el litoral del Perú norte y centro, vocablo hoy extinto.
Este caserío es muy antiguo, en sus laderas de los cerros de arena se ha encontrado restos arqueologios de hombres Paracas.
El caserío ha tenido desde sus orígenes relación con la pesca artesanal y con la agricultura. Desde mediados del siglo XX, las actividades son diversas y se confunden con las propias de la ciudad de Ica por cuanto su cercanía, y al abandono paulatino de la actividad pesquera y agrícola.
Hacia mediados del siglo XX, Comatrana estuvo poblado por familias tradicionales como los Medina, Bernaola, Torres, Acasiete, Pacheco, Leyva, Soriano, Moquillaza, Uchuya, Aquije, Chang, Vasquez, Loayza, Donayre, Carbajo y Ormeño. La población no alcanzaba las 500 personas. Es a partir de la inundación de Ica del año 1963 que muchas familias emigraron a este centro poblado y su crecimiento se hizo evidente, con la presencia de nuevas familias. Más adelante y también debido a la inundación de Ica de 1998 se agregó mayor población, lo que da lugar a la formación del asentamiento humano "El Huarango" por lo que se calcula que hacia 2011, la población de Comatrana pasa las 3000 personas.

## Cultura popular

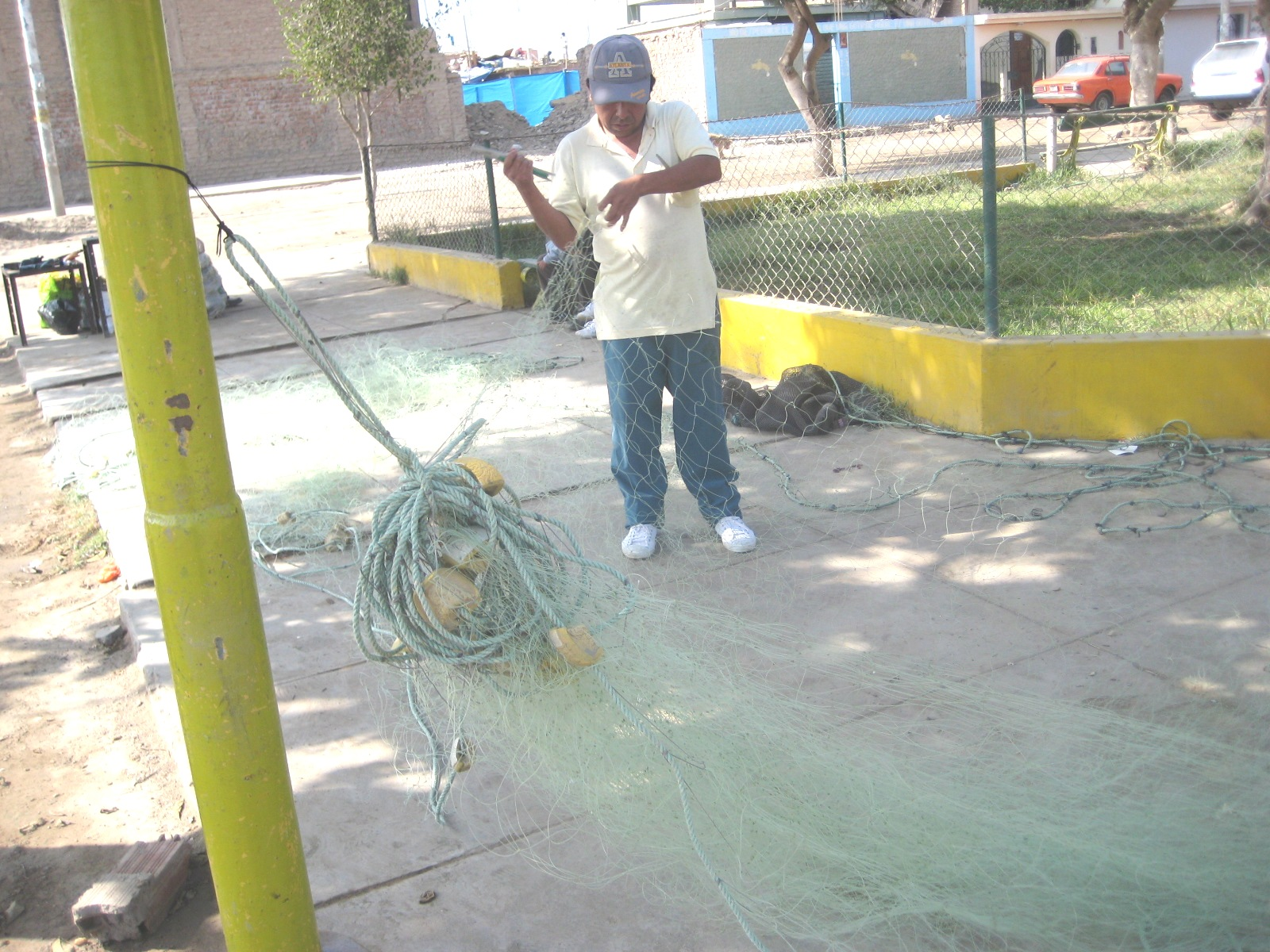
Pescador artesanal tejiendo redes en la Plazuela de Comatrana.

Debido a su cercanía con zonas tradicionales en Ica como Huacachina y Cachiche, en Comatrana, aún los pobladores de mayor edad pueden deleitarnos con todo tipo de historias, mitos y leyendas sobre el valle de Ica.
Aún en la actualidad (2008) pueden encontrarse los conocidos "Llamadores", y muchos otros personajes y costumbres arraigados a la cultura popular. Como en el resto de la campiña iqueña, dichas costumbres aún se practican y constituyen el deleite del visitante y del turista: La Yunsa, la Pisa, Los Negritos, Los Angelitos, y toda la gama de tradición y folclore aún es practicado por la gente que habita en dicho lugar.

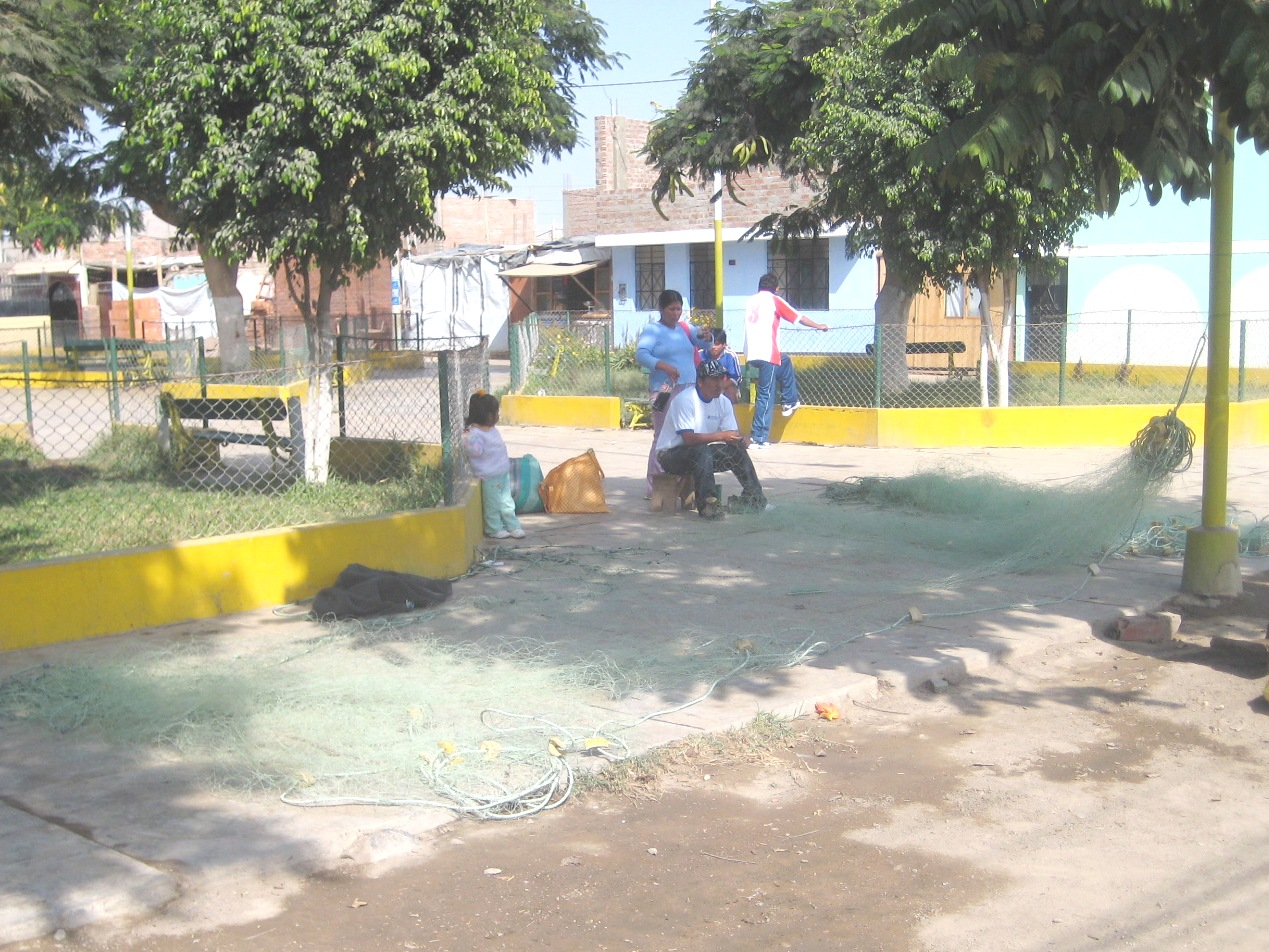
Pescadores artesanales tejiendo redes en la Plazuela de Comatrana.

A Comatrana la conocen en Ica como el Puerto seco, debido a las actividades que realizan muchos de sus pobladores que se dedican a la pesca y que en los meses de mayo a septiembre, carenan sus botes, remiendan sus redes y arreglan sus motores en la plazuela del lugar, tal vez sea el único lugar en donde a 54 km del mar se vean actividades pesqueras como las indicadas y que hacen de Comatrana un lugar especial dentro de la provincia de Ica.

## Festividades
- Todos los meses de mayo, toma el turno a las Festividades del denominado Patrón del lugar, el Señor de la Esperanza, cuya efigie descansa en el Templo ubicado en su plazuela central y que sale en procesión en dicho mes.

- En el mes de junio, la población de Comatrana celebra y rinde culto al Patrón de los pescadores San Pedro realizando novenas, procesión y fiestas. En las calles se pueden probar ricos potajes marinos, como el tradicional cebiche, la carapulcra y otros manjares propios de la región.

- En el mes de julio, la fiesta de la patrona del lugar, la Virgen del Carmen cuya imagen se encuentra en el templo de Comatrana y otra celebración paralela en el Convento de las Madres Carmelitas Descalzas.

- En el mes de mayo se llevan a cabo festividades de las diversas cruces que hay en Comatrana, con sus respectivas novenas y procesión hacia el templo para la misa de fiesta, entre ellas la cruz misionera que se encuentra a la entrada del poblado, la cruz de la familia Medina, la cruz de la familia Uchuya, las cruces del alto de Comatrana y la mayor festividad corresponde a la llamada "cruz chiquita" del barrio de Los Nazcas. Dicha cruz antiguamente se encontraba en el desierto y servía como guía a los pescadores caminantes que se dirigían hacia el mar, era traída para sus festividades y el domingo culminaba con una perigrinación para dejarla nuevamente en el desierto a más o menos 5 km de Comatrana. Hacia la década de 1980, se optó por hacerle una gruta en la casa de la familia Torres García donde permanece y donde una gran celebración reúne a todas las familias del lugar.

## Patrimonio artístico
- El Monasterio de San José de Madres Carmelitas Descalzas.
- El Templo de Comatrana, ubicado en la plazuela principal, de un estilo muy sobrio y elegante y que guarda la efigie del Señor de la Esperanza, de gran belleza, así como efigies de varios santos y santas.

## Barrios de Comatrana
Los barrios de Comatrana son los siguientes:
- Alto Comatrana
- Los Grimaldos
- Los Nascas
- El Huarango
- Los Espinos
- Los Juárez

## Terremoto del año 2007
Este centro poblado fue seriamente dañado por el Terremoto del Perú de 2007. Las casas en Comatrana eran de tres tipos de material; quincha, adobe y ladrillo. Debido a que la gran mayoría de construcciones eran del primer material, dicho sismo provocó el colapso de gran parte de estas. Meses después, Comatrana aún está en un lento proceso de reconstrucción.